# Санти-Джованни-э-Паоло (титулярная церковь)
Титулярная церковь Санти-Джованни-э-Паоло (лат. Titulus Sanctorum Ioannis et Pauli) — титулярная церковь, также известная в древности как церковь Паммахия или Византиса (Византис был другом святого Иеронима, отцом святого Паммахия и крестником Святой Паолы), была создана в конце V века. Позднее она был известен как «Pammachii Sanctorum Johannis et Pauli» по имени двух священников, имевших этот титул во время понтификата Папы Иннокентия I. Согласно каталогу Пьетро Маллио, составленному в период понтификата Папы Александра III, титулярная церковь была связана с базиликой Сан-Лоренцо-фуори-ле-Мура, а её священники по очереди служили в ней мессу. Титул принадлежит базилики Санти-Джованни-э-Паоло, расположенной на холме Целий, на площади Святых Иоанна и Павла.

## Список кардиналов-священников титулярной церкви Санти-Джованни-э-Паоло
- Гордиан — (до 487? - 502, до смерти)[1];
- Иоанн — (упоминается в 499)[2];
- Адеодат — (до 595 — после 600)[3];
- Иоанн — (до 595 — после 600)[4];
- Григорий — (упоминается в 721)[5];
- Георгий — (упоминается в 745)[6];
- Романо — (до 853[7] — после 869[8]);
- Георгий — (упоминается в 853)[7];
- Пётр — (упоминается в 963)[9];
- Лев — (упоминается в 980)[10];
- Иоанн — (1073 — 1085);
- Боне старший — (1088 — около 1098);
- Дитрих (или Теодорик, или Тьерри) — (1098 — 1100);
- Теобальдо — (около 1100 — ?);
- Никколо — (1112? — около 1117);
- Теобальдо — (около 1117 — около 1123);
- Йоханнес — (1123? — около 1125);
- Альберико Томачелли — (1125 — 1130?, до смерти);
- Лука, O.Cist. — (1130 — 1140, до смерти);
- Убальдо — (1140 — 1150, до смерти);
- Джованни Конти — (1150 — 1182, до смерти);
- Райнеро да Павия — (1182 — 1183, до смерти);
- Мелиор — (6 марта 1185 — 1197, до смерти);
- Ченчо Савелли, каноник патриаршей Либерийской базилики — (1200 — 18 июля 1216, избран Папой Гонорием III);
- Бертрандо Савелли — (9 декабря 1216 — 9 февраля 1223, до смерти);
- Иоанн — (1217? — 1217?, до смерти);
- Роберто Райнальди — (1221 — ?, до смерти);
  - вакансия (? — 1288);'
- Бентивенья де Бентивеньи, O.F.M. — in commendam (4 мая 1288 — 25 марта 1289, до смерти);
  - вакансия (1289 — 1302);
- Педро Родригес (называемый испанец) — (1302 — 1310, в отставке);
- Бертран II де Борд — (19 декабря 1310 — 12 сентября 1311, до смерти);
  - вакансия (1311 — 1316);
- Жак де Вья — (17 декабря 1316 — 13 июня 1317, до смерти);
  - вакансия (1317 — 1327);
- Маттео Орсини, O.P. — (18 декабря 1327 — 18 декабря 1338, назначен кардиналом-епископом Сабины);
  - вакансия (1338 — 1342);
- Этьен Обер — (20 сентября 1342 — 13 февраля 1352, назначен кардиналом-епископом Остии и Веллетри);
- Одуэн Обер — (15 февраля 1353 — 1361, назначен кардиналом-епископом Остии и Веллетри);
  - вакансия (1361 — 1366);
- Гийом де ла Судре, O.P. — (18 сентября 1366 — 17 сентября 1367, назначен кардиналом-епископом Остии и Веллетри);
  - вакансия (1367 — 1375);
- Симон да Борсано — (20 декабря 1375 — 27 августа 1381, до смерти);
- Готье Гомес де Луна — (27 августа 1381 — 13 января 1391, до смерти — псевдокардинал антипапы Климента VII);
- Жан Фландрен — (8 июня 1391 — 8 июля 1405, назначен кардиналом-епископом Сабины — псевдокардинал антипапы Климента VII);
  - вакансия (1405 — 1411);
  - Томмазо Бранкаччо — (6 июня 1411 — 8 сентября 1427, до смерти — псевдокардинал антипапы Иоанна XXIII);
  - вакансия (1427 — 1430);
- Доминго Рам-и-Ланаха, C.R.S.A. — (декабрь 1430 — 7 марта 1444, назначен кардиналом-епископом Порто и Санта-Руфины);
  - вакансия (1444 — 1449);
- Латино Орсини — (3 января 1449 — 7 июня 1465, назначен кардиналом-епископом Альбано);
  - вакансия (1465 — 1477);
- Филибер Угоне — (17 августа 1477 — 11 сентября 1484, до смерти);
  - вакансия (1484 — 1489);
- Ардичино делла Порта младший — (23 марта 1489 — 4 февраля 1493, до смерти);
- Джованни Баттиста Орсини — (27 февраля 1493 — 22 февраля 1502, до смерти);
- Франсиско де Ремолинс — (12 июня 1503 — 27 октября 1511), in commendam (27 октября 1511 — 6 июля 1517, в отставке);
- Адриан Флоренсзоон Дедел — (6 июля 1517 — 9 января 1522, избран Папой Адрианом VI);
- Виллем ван Энкенворт — (10 сентября 1523 — 19 июля 1534, до смерти);
- Эстебан Габриэль Мерино — (5 сентября 1534 — 28 июля 1535, до смерти);
- Афонсу Португальский — (13 августа 1535 — 16 апреля 1540, до смерти);
- Педро Фернандес Манрике — (21 мая — 7 октября 1540, до смерти);
- Федерико Фрегозо — (4 февраля — 11 ноября 1541, до смерти);
- Пьер де Лабом — (21 ноября 1541 — 4 мая 1544, до смерти);
- Жорж д’Aрманьяк — (9 января 1545 — 12 июня 1556, назначен кардиналом-священником Сан-Лоренцо-ин-Лучина);
- Фабио Миньянелли — (12 июня 1556 — 10 августа 1557, до смерти);
- Антонио Тривульцио младший — (11 октября 1557 — 25 июня 1559, до смерти);
- Альфонсо Карафа — (26 апреля 1560 — 29 августа 1565, до смерти);
- Габриэле Палеотти — (7 сентября 1565 — 5 июля 1572, назначен кардиналом-священником Санти-Сильвестро-э-Мартино-ай-Монти);
- Николя де Пеллеве — (4 июля 1572 — 14 ноября 1584, назначен кардиналом-священником Санта-Прасседе);
- Антонио Карафа — (28 ноября 1584 — 13 января 1591, до смерти);
- Алессандро Оттавиано Медичи — (14 января 1591 — 14 февраля 1592, назначен кардиналом-священником Сан-Пьетро-ин-Винколи);
- Джованни Баттиста Каструччи — (14 февраля 1592 — 18 августа 1595, до смерти);
- Агостино Кузани — (30 августа 1595 — 20 октября 1598, до смерти);
- Камилло Боргезе — (10 марта 1599 — 22 апреля 1602, назначен кардиналом-священником Сан-Кризогоно);
- Оттавио Аквавива д’Арагона старший — (22 апреля 1602 — 5 июня 1605, назначен кардиналом-священником Санта-Прасседе);
- Пьетро Альдобрандини — (1 июня 1605 — 4 июня 1612, назначен кардиналом-священником Санта-Мария-ин-Трастевере);
- Дечо Карафа — (18 июня 1612 — 23 января 1626, до смерти);
- Карло Эмануэле Пио ди Савойя старший — (16 марта — 16 сентября 1626, назначен кардиналом-священником Сан-Лоренцо-ин-Лучина);
- Лоренцо Магалотти — (28 февраля 1628 — 19 сентября 1637, до смерти);
  - вакансия (1637 — 1642);
- Франческо Мария Макиавелли — (26 мая 1642 — 22 ноября 1653, до смерти);
- Джиберто Борромео — (23 марта 1654 — 6 января 1672, до смерти);
- Джакомо Роспильози — (16 мая 1672 — 2 февраля 1684, до смерти);
- Фортунато Иларио Карафа делла Спина — (7 июля 1687 — 16 января 1697, до смерти);
- Фабрицио Паолуччи — (5 января 1699 — 8 февраля 1719, назначен кардиналом-епископом Альбано);
  - вакансия (1719 — 1726);
- Никколо Мария Леркари — (16 декабря 1726 — 11 марта 1743, назначен кардиналом-священником Сан-Пьетро-ин-Винколи);
- Камилло Паолуччи — (18 апреля 1746 — 20 сентября 1756), in commendam (20 сентября 1756 — 11 июня 1763, до смерти);
- Джованни Карло Боски — (6 августа 1766 — 20 сентября 1784, назначен кардиналом-священником Сан-Лоренцо-ин-Лучина);
- Джузеппе Гарампи — (3 апреля 1786 — 4 мая 1792, до смерти);
- Аурелио Роверелла — (12 сентября 1794 — 27 марта 1809), in commendam (27 марта 1809 — 6 сентября 1812, до смерти);
  - вакансия (1809 — 1816);
- Антонио Ламберто Рускони — (29 апреля 1816 — 1 августа 1825, до смерти);
- Винченцо Макки — (25 июня 1827 — 14 декабря 1840, назначен кардиналом-епископом Палестрины);
- Козимо Корси — (27 января 1842 — 7 октября 1870, до смерти);
  - вакансия (1870 — 1874);
- Мариано Бенито Баррио-и-Фернандес — (16 января 1874 — 20 ноября 1876, до смерти);
- Эдуард Генри Говард — (20 марта 1877 — 24 марта 1884, назначен кардиналом-епископом Фраскати);
- Плачидо Мария Скьяффино, O.S.B.Oliv. — (30 июля 1885 — 23 сентября 1889 умер, до смерти);
- Франциск фон Паула фон Шёнборн — (30 декабря 1889 — 25 июня 1899, до смерти);
- Джузеппе Франчика-Нава ди Бонтифе — (14 декабря 1899 — 7 декабря 1928, до смерти);
- Эудженио Пачелли — (19 декабря 1929 — 2 марта 1939, избран Папой Пием XII);
- Фрэнсис Джозеф Спеллман — (22 февраля 1946 — 2 декабря 1967, до смерти);
- Теренс Джеймс Кук — (30 апреля 1969 — 6 октября 1983, до смерти);
- Джон Джозеф О’Коннор — (25 мая 1985 — 3 мая 2000, до смерти);
- Эдуард Майкл Иган — (21 февраля 2001 — 5 марта 2015, до смерти);
- Жозеф Де Кесель — (19 ноября 2016 — по настоящее время).